# 奥南落穂集
『奥南落穂集』（おうなんおちぼしゅう）は、南部領の中世から近世の文書および記録類が散逸しているために使用される中世以来の伝承資料。江戸時代中葉・元禄15年（1702年）頃の成立という。